# 雅典大学
雅典国立卡波季斯特里安大学（希臘語：Εθνικόν και Καποδιστριακόν Πανεπιστήμιον Αθηνών），簡稱雅典大学，位于希臘雅典市，是希腊历史最悠久的大学，为希腊第一所国立大学。雅典大学成立于1837年。校名是为纪念大学创始人与希腊独立运动领导人物爱奥尼斯·卡波季斯第亚斯。

## 历史
1837年5月3日，雅典大学成立，当时称作奥森大学。1932年，改为现名。

## 院系
- 神学院
  - 神学系
  - 社会神学系
- 哲学学院
- 法商学院
- 理学院
- 健康科学学院
- 独立院系
  - 体育与运动科学系
  - 幼教系

## 校园
雅典大学主校区位于雅典Ilissia。主校区有理学院、神学院、哲学学院。

## 著名人物
- 科斯塔斯·卡拉曼利斯，希腊前总理。
- 马卡里奥斯三世，东正教塞浦路斯正教会总主教，塞浦路斯共和国首任总统。
- 安德烈亚斯·乔治乌·帕潘德里欧，希腊前总理，泛希腊社会主义运动创始人和主席。
- 乔治·帕帕尼古拉乌（1883－1962）细胞病理学及早期癌症检测方面的先驱，发明巴氏涂片检查。
- Gerasimos Danilatos，物理学家，ESEM（英语：Environmental scanning electron microscop）发明者。
- 喬治·塞菲里斯，詩人，1963年諾貝爾文學獎得主。
- 奥德修斯·埃里蒂斯，詩人，1973年諾貝爾文學獎得主。